# Bruch (Lindlar)
Der Hof Bruch ist ein Ortsteil der Gemeinde Lindlar, Oberbergischen Kreis in Nordrhein-Westfalen (Deutschland). Er liegt westlich von Lindlar bei Linde.
Die kleine Ortschaft wird heute auch als Linde-Bruch bezeichnet, obwohl keine geschlossene bebaute Fläche beide Ortschaften verbindet.

## Geschichte
1413 wurde der Ort das erste Mal urkundlich als broeche erwähnt. Im Jahre 1550 wird in einem Dokument über die Höfe in Lindlar folgendes vermerkt: „Zum Broich, hait Kuilinck und sein swager der Smidt, 1 soll“.
Die Topographia Ducatus Montani des Erich Philipp Ploennies, Blatt Amt Steinbach, belegt, dass der Wohnplatz bereits 1715 zwei Hofstellen besaß, die als Bruch beschriftet sind. Carl Friedrich von Wiebeking benennt die Hofschaft auf seiner Charte des Herzogthums Berg 1789 als Bruch. Aus ihr geht hervor, dass der Ort zu dieser Zeit Teil der Honschaft Breisenbach im Unteren Kirchspiel Lindlar war.
Der Ort ist auf der Topographischen Aufnahme der Rheinlande von 1825 als Bruch verzeichnet. Die Preußische Uraufnahme von 1840 zeigt den Wohnplatz ebenso unter dem Namen Bruch. Ab der Preußischen Neuaufnahme von 1894/96 ist der Ort auf Messtischblättern regelmäßig als Bruch verzeichnet.
1822 lebten 18 Menschen im als Hof kategorisierten und Broch bezeichneten Ort, der nach dem Zusammenbruch der napoleonischen Administration und deren Ablösung zur Bürgermeisterei Lindlar im Kreis Wipperfürth gehörte. Für das Jahr 1830 werden für den als Broch bezeichneten Ort 41 Einwohner angegeben. Der 1845 laut der Uebersicht des Regierungs-Bezirks Cöln als Hof kategorisierte und Broch bezeichnete Ort besaß zu dieser Zeit zwei Wohngebäude mit 17 Einwohnern, alle katholischen Bekenntnisses. Die Gemeinde- und Gutbezirksstatistik der Rheinprovinz führt Bruch 1871 mit drei Wohnhäusern und 14 Einwohnern auf.
Im Gemeindelexikon für die Provinz Rheinland von 1888 werden für Bruch vier Wohnhäuser mit 19 Einwohnern angegeben. 1895 besitzt der Ort vier Wohnhäuser mit 19 Einwohnern und gehörte konfessionell zum katholischen Kirchspiel Linde. 1905 werden vier Wohnhäuser und 14 Einwohner angegeben.
Bis 1966 führte die Bahnstrecke Köln-Mülheim–Lindlar (im Volksmund: Sülztalbahn) unmittelbar am Ort vorbei. Zeitzeuge dieser Ära ist das noch vorhandene Eisenbahnviadukt.

## Sehenswürdigkeiten
- Wegekreuz aus dem Jahre 1888
- Baudenkmal Eisenbahnviadukt (begehbar) und Gleisanlage der ehemaligen Sülztalbahn
- Baudenkmal Fachwerkhaus Linde-Bruch 18[10]

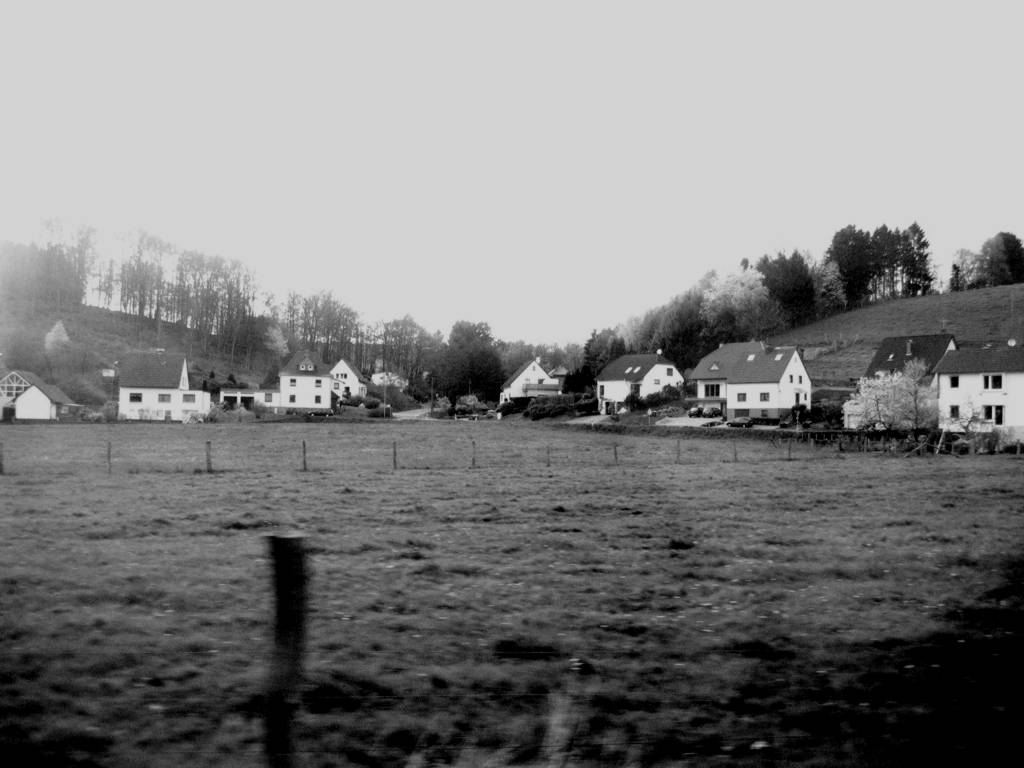
Ortsansicht von Linde-Bruch
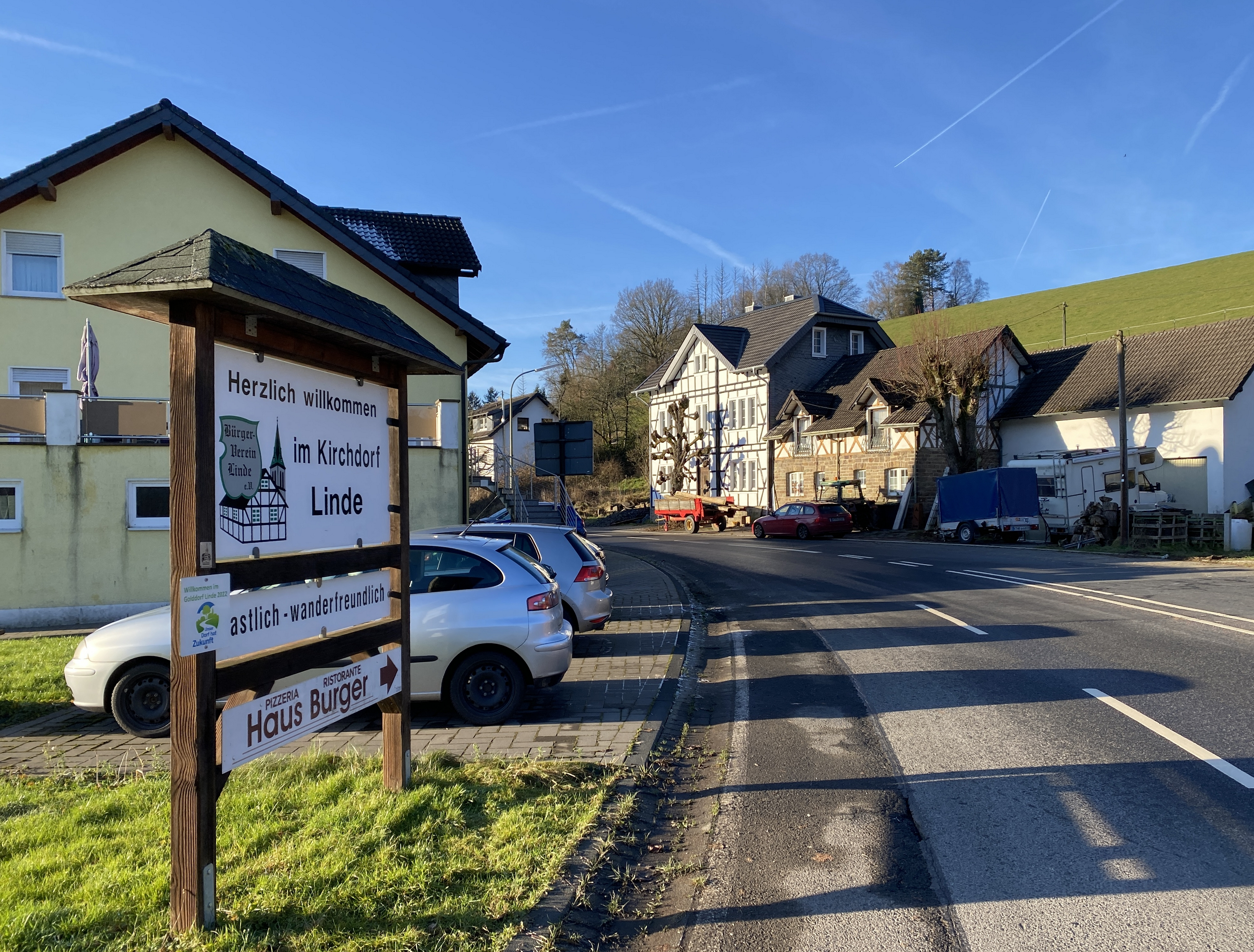
Linde-Bruch
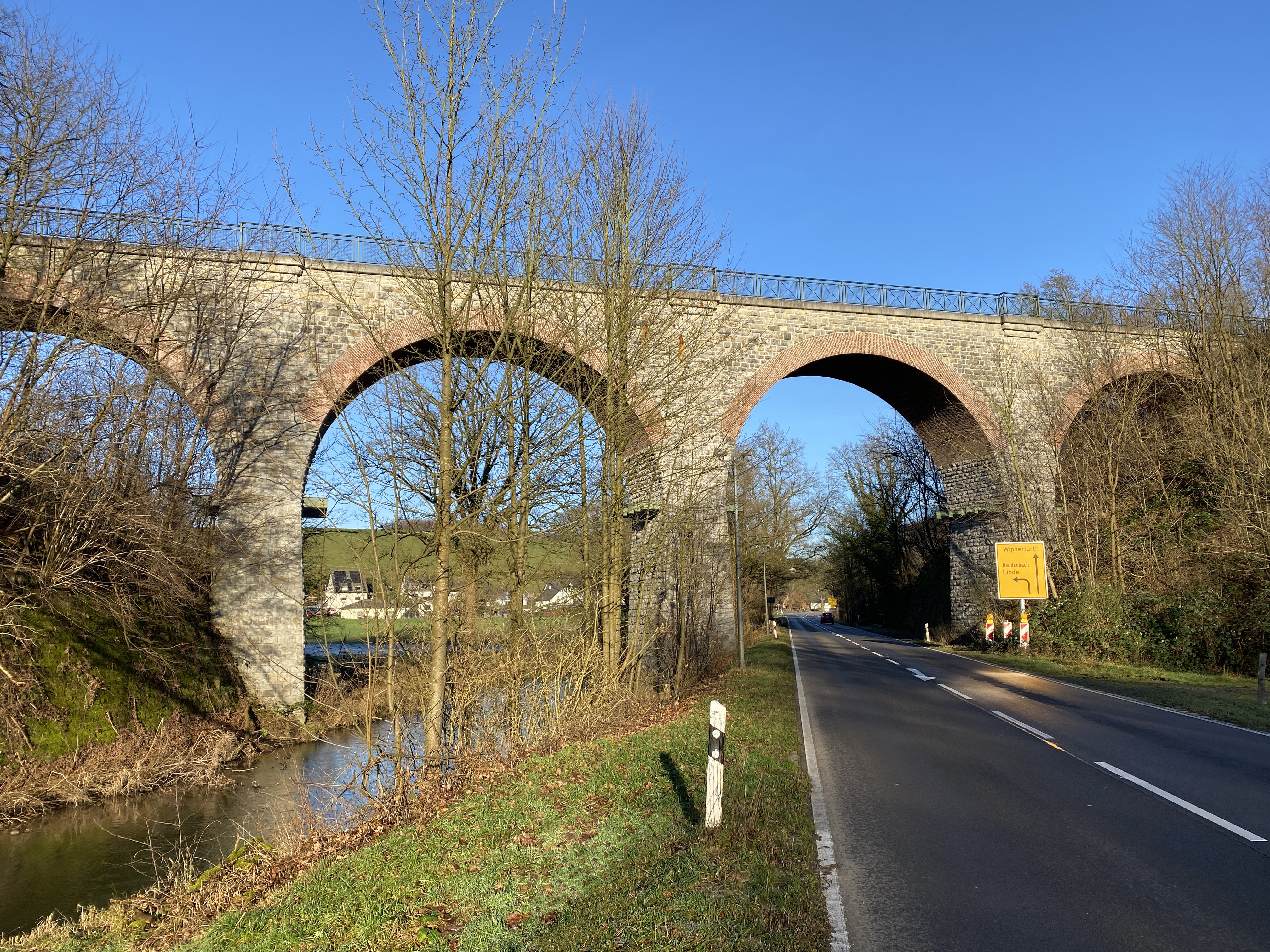
Viadukt über die Lindlarer Sülz und L 284 – im Hintergrund Bruch
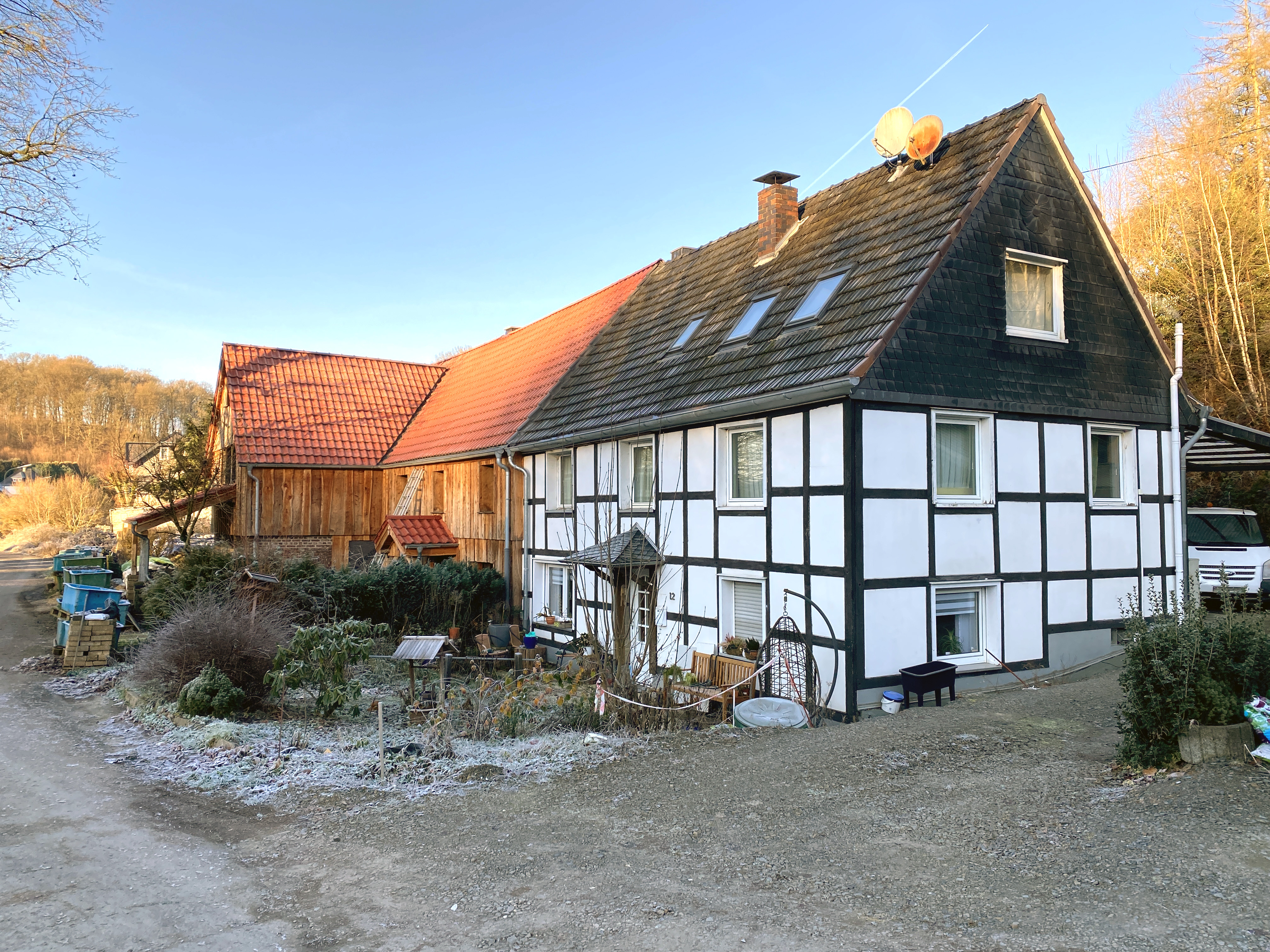
Fachwerkhaus Bruch 12
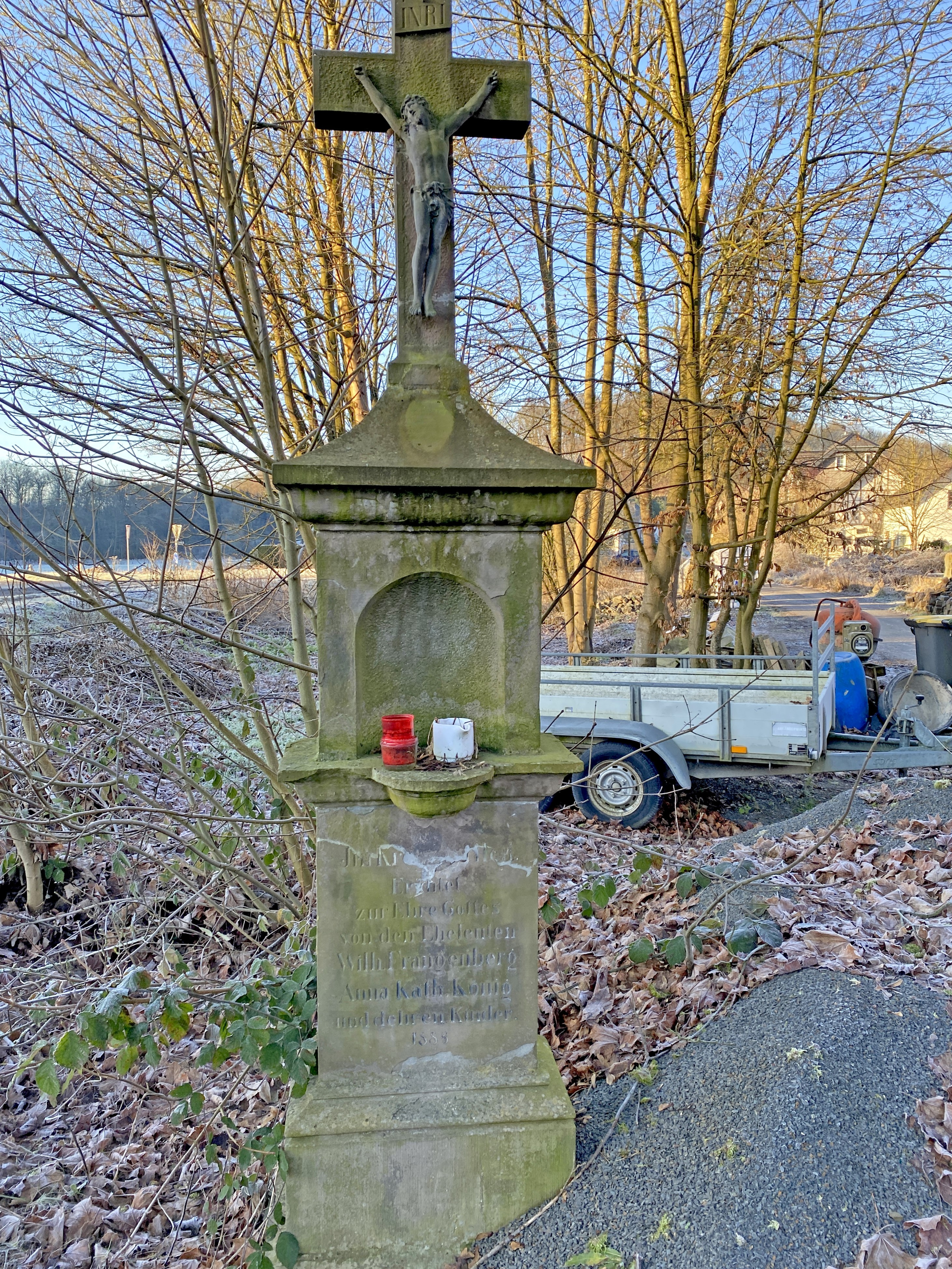
Wegekreuz Kreuzung L284 / K29
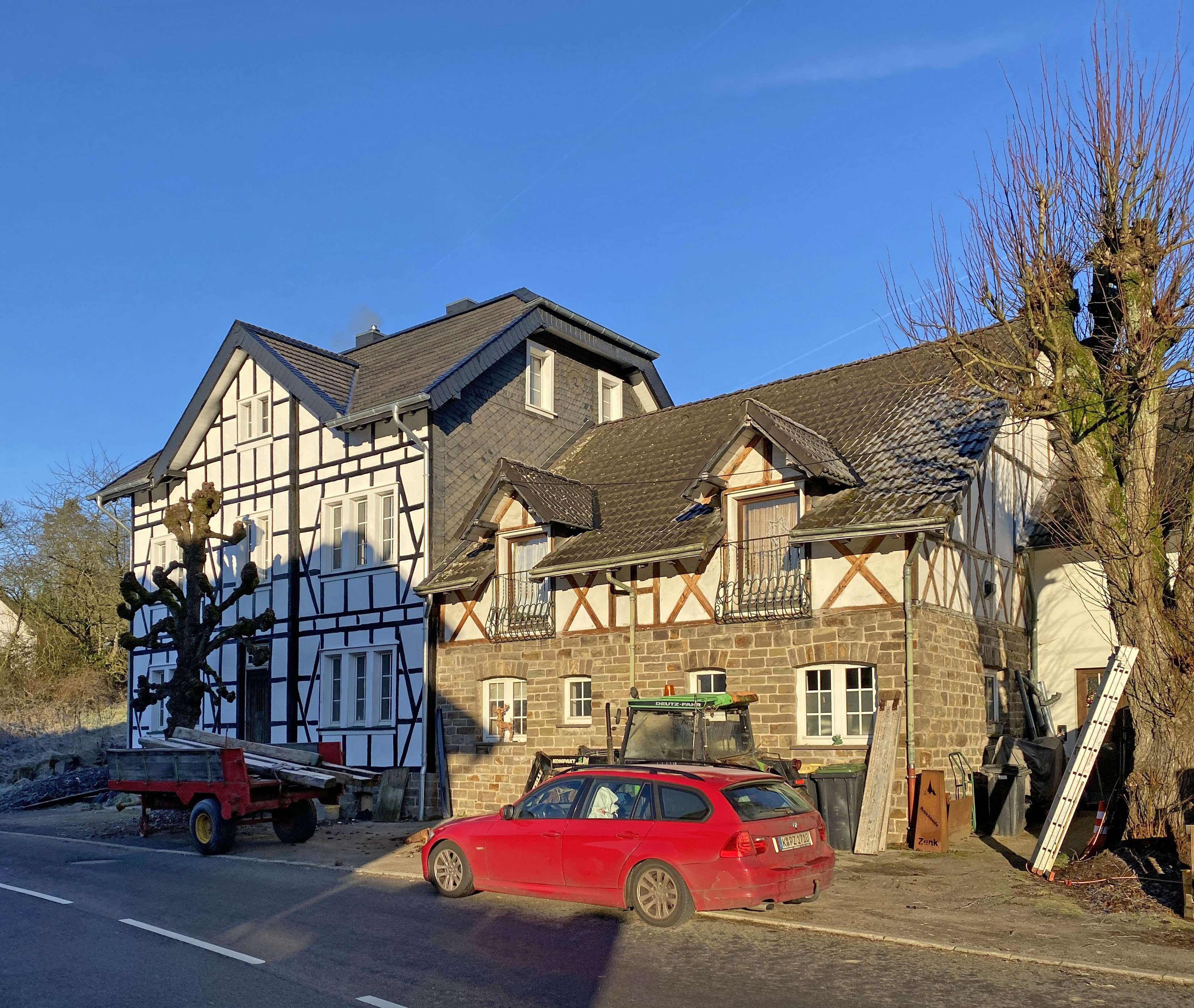
Baudenkmal Bruch 18

## Busverbindungen
Haltestelle Linde-Bruch:
- VRS (OVAG) Linie 335 Scheel–Frielingsdorf–Lindlar–Linde–Biesfeld–Bergisch Gladbach
- VRS (KWS) Linie 402 Unterschbach–Hohkeppel–Lindlar–Linde–Kürten Schulzentrum